# Arquidiócesis de Szczecin-Kamień
La arquidiócesis de Szczecin-Kamień (en latín: Archidioecesis Sedinensis-Caminensis y en polaco: Archidiecezja szczecińsko-kamieńska) es una circunscripción eclesiástica de la Iglesia católica en Polonia. Se trata de una arquidiócesis latina, sede metropolitana de la provincia eclesiástica de Szczecin-Kamień. Desde el 13 de septiembre de 2024 su arzobispo es Wiesław Śmigiel.

## Territorio y organización

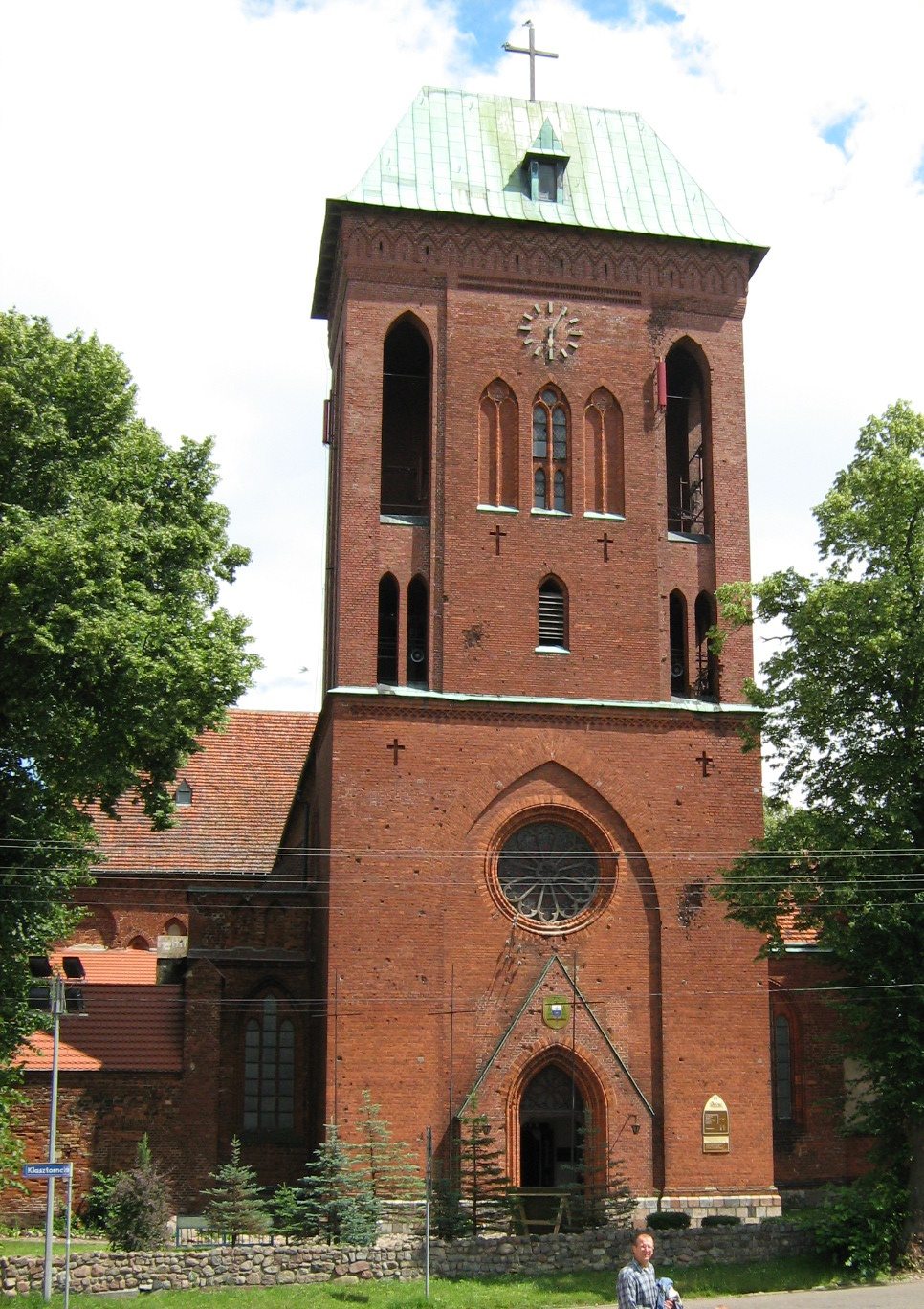
Concatedral de San Juan Bautista, Kamień Pomorski

La arquidiócesis tiene 12 754 km² y extiende su jurisdicción sobre los fieles católicos de rito latino residentes en la parte occidental del voivodato de Pomerania Occidental.
La sede de la arquidiócesis se encuentra en la ciudad de Szczecin, en donde se halla la Catedral basílica de Santiago Apóstol. Desde la Reforma protestante la iglesia pasó al luteranismo y fue parte de la Iglesia evangélica de Pomerania hasta que luego de la Segunda Guerra Mundial y la entrega de Szczecin a Polonia, fue reconstruida y restablecida como una catedral católica. En Kamień Pomorski se encuentra la Concatedral de San Juan Bautista y en Szczecin la basílica menor de San Juan Bautista.

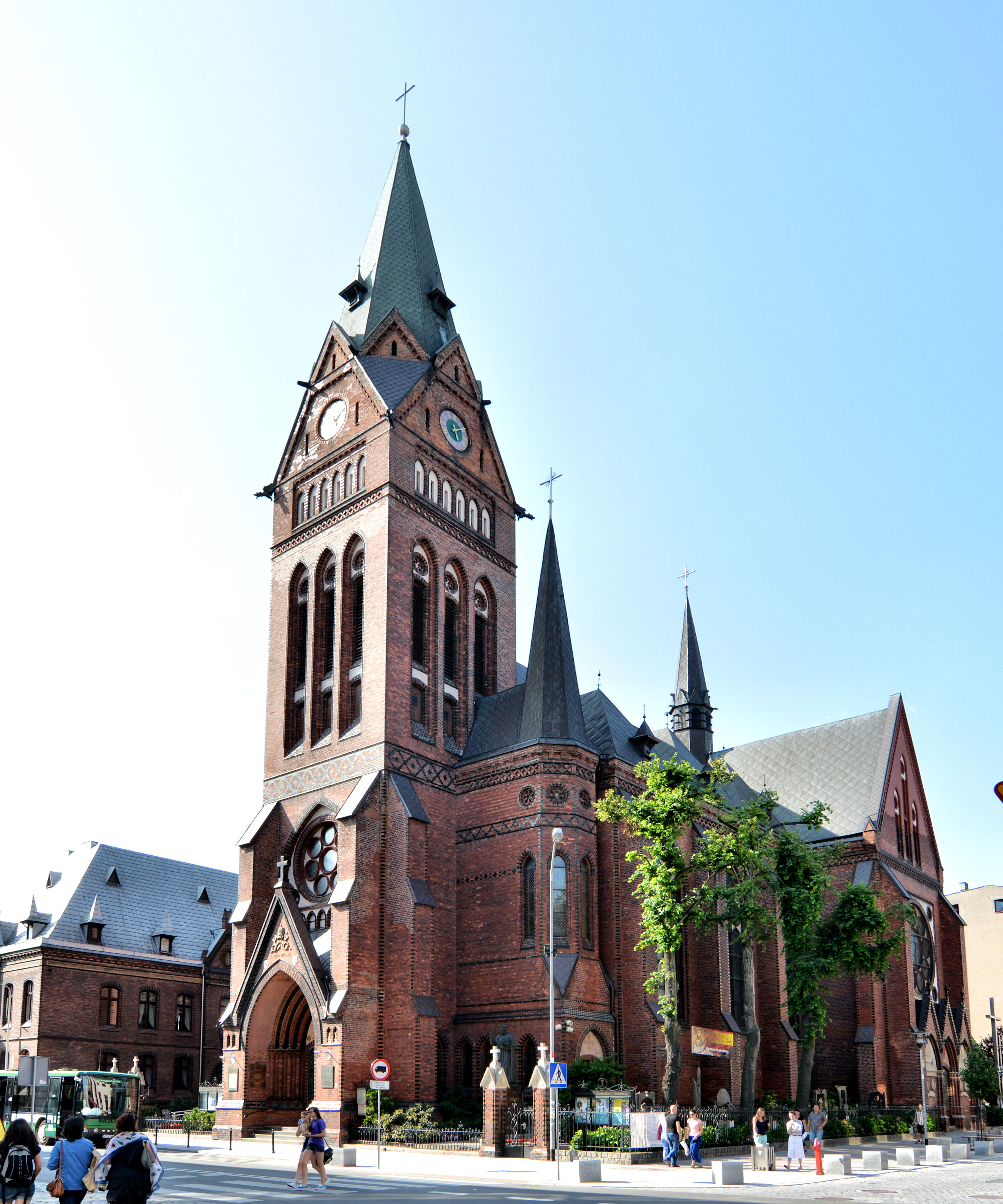
Basílica menor de San Juan Bautista, Szczecin

La arquidiócesis tiene como sufragáneas a las diócesis de: Koszalin-Kołobrzeg y Zielona Góra-Gorzów.
En 2022 en la arquidiócesis existían 275 parroquias agrupadas en 36 decanatos.

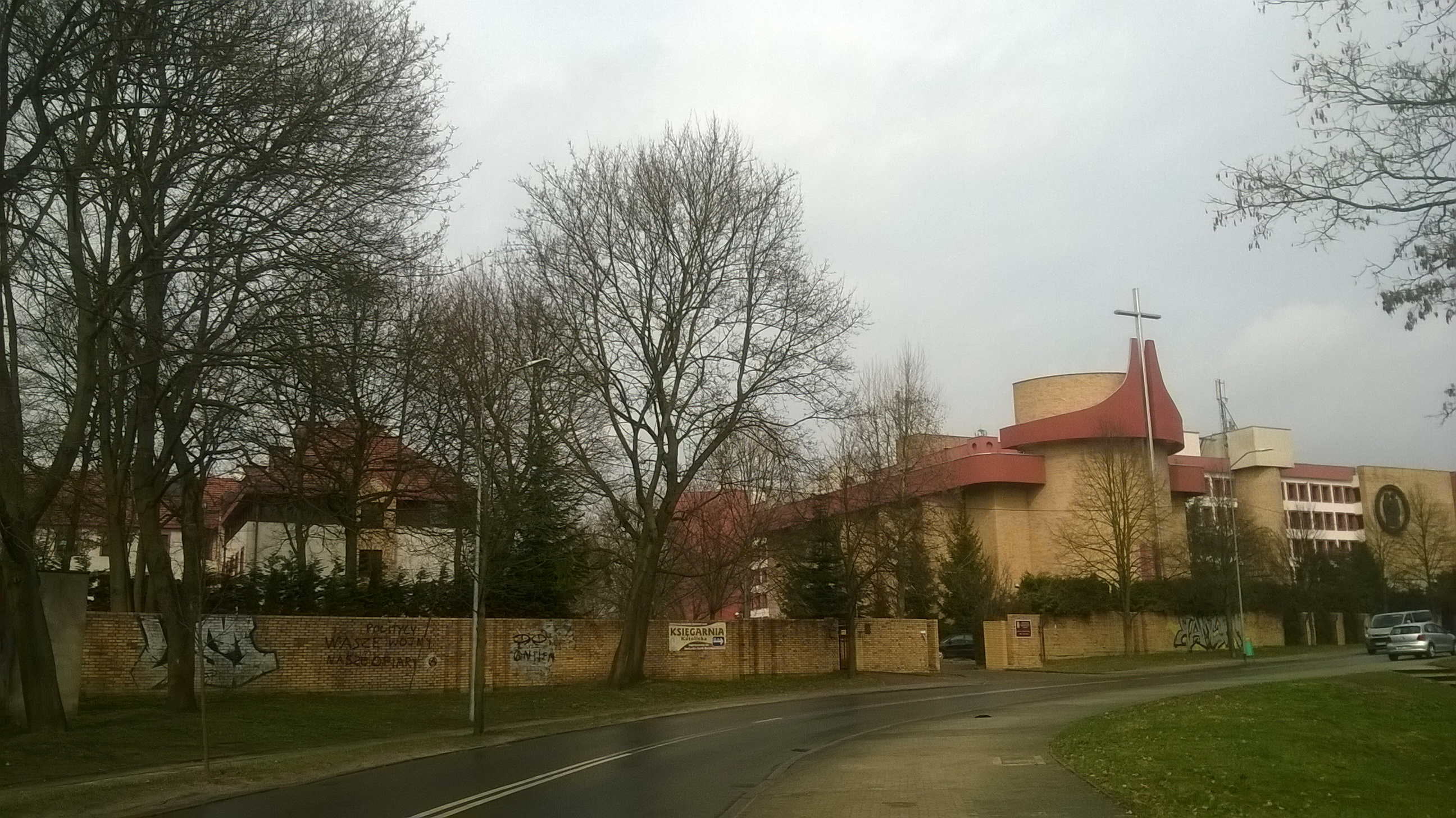
Seminario archiepiscopal

## Historia
La diócesis de Pomerania fue erigida en 1140 con sede en Wolin. El 26 de abril de 1188 mediante la bula Auctoritate apostolica del papa Clemente III asumió el nombre de la diócesis de Cammin (Kamień), donde se encontraba la sede del obispo. Fue suprimida en 1545 después del paso de la ciudad y el obispo al protestantismo, sien el último obispo en comunión con la Santa Sede Erasmus von Manteuffel-Arnhausen, quien falleció el 27 de enero de 1544. Desde entonces fue parte de la Iglesia evangélica de Pomerania.
Luego de que la ciudad de Stettin fuera traspasada de Alemania a Polonia por la Conferencia de Potsdam en 1945, cambió su nombre a Szczecin.
La diócesis de Szczecin-Kamień fue restaurada el 28 de junio de 1972 mediante la bula Episcoporum Poloniae del papa Pablo VI, obteniendo el territorio de la diócesis de Berlín (hoy arquidiócesis de Berlín). Originalmente era sufragánea de la arquidiócesis de Gniezno.
El 25 de marzo de 1992, como parte de la reorganización de las diócesis polacas deseada por el papa Juan Pablo II mediante la bula Totus Tuus Poloniae populus, fue elevada al rango de arquidiócesis metropolitana.

## Estadísticas
Según el Anuario Pontificio 2023 la arquidiócesis tenía a fines de 2022 un total de 962 690 fieles bautizados.
| Año                                                                             | Población            | Población | Población      | Sacerdotes | Sacerdotes    | Sacerdotes    | Bautizados por sacerdote | Diáconos permanentes | Religiosos | Religiosos | Parroquias |
| Año                                                                             | Bautizados católicos | Total     | % de católicos | Total      | Clero secular | Clero regular | Bautizados por sacerdote | Diáconos permanentes | Varones    | Mujeres    | Parroquias |
| ------------------------------------------------------------------------------- | -------------------- | --------- | -------------- | ---------- | ------------- | ------------- | ------------------------ | -------------------- | ---------- | ---------- | ---------- |
| 1980                                                                            | 927 000              | 990 000   | 93.6           | 340        | 217           | 123           | 2726                     |                      | 130        | 168        | 168        |
| 1990                                                                            | 1 000                | 1 073 400 | 93.2           | 482        | 330           | 152           | 2074                     |                      | 157        | 203        | 236        |
| 1999                                                                            | 1 000                | 1 079 200 | 92.7           | 599        | 431           | 168           | 1669                     |                      | 171        | 186        | 266        |
| 2000                                                                            | 1 000                | 1 078 800 | 92.7           | 613        | 440           | 173           | 1631                     | 8                    | 179        | 177        | 266        |
| 2001                                                                            | 1 000                | 1 080 514 | 92.5           | 624        | 447           | 177           | 1602                     |                      | 182        | 177        | 266        |
| 2002                                                                            | 1 000                | 1 074 593 | 93.1           | 629        | 455           | 174           | 1589                     |                      | 179        | 171        | 266        |
| 2003                                                                            | 1 000                | 1 075 100 | 93.0           | 639        | 460           | 179           | 1564                     |                      | 184        | 173        | 267        |
| 2004                                                                            | 1 000                | 1 074 000 | 93.1           | 641        | 464           | 177           | 1560                     |                      | 185        | 171        | 268        |
| 2010                                                                            | 1 000                | 1 065 920 | 93.8           | 651        | 468           | 183           | 1536                     |                      | 187        | 170        | 270        |
| 2014                                                                            | 1 000                | 1 043 178 | 95.9           | 666        | 481           | 185           | 1501                     |                      | 205        | 153        | 273        |
| 2017                                                                            | 988 500              | 1 027 286 | 96.2           | 670        | 488           | 182           | 1475                     | 4                    | 204        | 168        | 274        |
| 2020                                                                            | 975 450              | 1 014 003 | 96.2           | 658        | 484           | 174           | 1482                     | 4                    | 197        | 157        | 275        |
| 2022                                                                            | 962 690              | 1 000 745 | 96.2           | 634        | 475           | 159           | 1518                     | 4                    | 183        | 161        | 275        |
| Fuente: Catholic-Hierarchy, que a su vez toma los datos del Anuario Pontificio. |                      |           |                |            |               |               |                          |                      |            |            |            |

## Episcopologio
- Jerzy Stroba † (28 de junio de 1972-21 de septiembre de 1978 nombrado arzobispo de Poznan)
- Kazimierz Jan Majdański † (1 de marzo de 1979-25 de marzo de 1992 retirado)
- Marian Przykucki † (25 de marzo de 1992-1 de mayo de 1999 retirado)
- Zygmunt Kamiński † (1 de mayo de 1999-21 de febrero de 2009 retirado)
- Andrzej Dzięga (21 de febrero de 2009-24 de febrero de 2024 renunció)[nota 2]
- Wiesław Śmigiel, desde el 13 de septiembre de 2024